# American decadence (Business for pleasure)
American decadence (Business for pleasure) è un film del 1997 diretto da Rafael Eisenman.

## Trama
Isabel, donna attraente e manager d’una società sull'orlo del crollo finanziario, accetta la “proposta indecente” di Alexander Schutter, partner in affari in grado di salvare la società dalla bancarotta. Ma Alexander è enigmatico e pieno di carisma e Isabel si troverà coinvolta in un gioco erotico cerebrale, che la porterà a scoprire i suoi più intensi e proibiti desideri.